# Österrikes Grand Prix 2015
Österrikes Grand Prix 2015, officiellt Formula 1 Grosser Preis von Österreich 2015, var en Formel 1-tävling som hölls den 21 juni 2015 på Red Bull Ring i Österrike. Det var den åttonde tävlingen av Formel 1-säsongen 2015 och kördes över 71 varv. Vinnare av loppet blev Nico Rosberg för Mercedes, tvåa blev Lewis Hamilton, även han för Mercedes, och trea blev Felipe Massa för Williams.

## Kvalet
| KR. | Nr | Förare            | Konstruktör          | Q1       | Q2       | Q3        | Grid |
| --- | -- | ----------------- | -------------------- | -------- | -------- | --------- | ---- |
| 1   | 44 | Lewis Hamilton    | Mercedes             | 1:12,218 | 1:09,062 | 1:08,455  | 1    |
| 2   | 6  | Nico Rosberg      | Mercedes             | 1:10,976 | 1:08,634 | 1:08,655  | 2    |
| 3   | 5  | Sebastian Vettel  | Ferrari              | 1:11,184 | 1:09,932 | 1:08,810  | 3    |
| 4   | 19 | Felipe Massa      | Williams-Mercedes    | 1:11,830 | 1:09,719 | 1:09,192  | 4    |
| 5   | 27 | Nico Hülkenberg   | Force India-Mercedes | 1:11,319 | 1:09,904 | 1:09,278  | 5    |
| 6   | 77 | Valtteri Bottas   | Williams-Mercedes    | 1:11,894 | 1:09,598 | 1:09,319  | 6    |
| 7   | 33 | Max Verstappen    | Toro Rosso-Renault   | 1:11,307 | 1:09,631 | 1:09,612  | 7    |
| 8   | 26 | Daniil Kvyat      | Red Bull-Renault     | 1:12,092 | 1:10,187 | 1:09,694  | 151  |
| 9   | 12 | Felipe Nasr       | Sauber-Ferrari       | 1:12,001 | 1:09,652 | 1:09,713  | 8    |
| 10  | 8  | Romain Grosjean   | Lotus-Mercedes       | 1:11,821 | 1:09,920 | Ingen tid | 9    |
| 11  | 13 | Pastor Maldonado  | Lotus-Mercedes       | 1:11,661 | 1:10,374 |           | 10   |
| 12  | 9  | Marcus Ericsson   | Sauber-Ferrari       | 1:12,388 | 1:10,426 |           | 11   |
| 13  | 55 | Carlos Sainz, Jr. | Toro Rosso-Renault   | 1:11,158 | 1:10,465 |           | 12   |
| 14  | 3  | Daniel Ricciardo  | Red Bull-Renault     | 1:11,973 | 1:10,482 |           | 182  |
| 15  | 14 | Fernando Alonso   | McLaren-Honda        | 1:12,508 | 1:10,736 |           | 193  |
| 16  | 11 | Sergio Pérez      | Force India-Mercedes | 1:12,522 |          |           | 13   |
| 17  | 22 | Jenson Button     | McLaren-Honda        | 1:12,632 |          |           | 204  |
| 18  | 7  | Kimi Räikkönen    | Ferrari              | 1:12,867 |          |           | 14   |
| 19  | 98 | Roberto Merhi     | Marussia-Ferrari     | 1:14,071 |          |           | 16   |
| 20  | 28 | Will Stevens      | Marussia-Ferrari     | 1:15,368 |          |           | 17   |

| Vidare från första kvalrundan ▬▬ Vidare från andra kvalrundan ▬▬ |

Noteringar:
- ^1  — Daniil Kvyat fick tio platsers nedflyttning för ha tagit ut den femte förbränningsmotorn för säsongen.[1]
- ^2  — Daniel Ricciardo fick tio platsers nedflyttning för ha tagit ut den femte förbränningsmotorn för säsongen.[2]
- ^3  — Fernando Alonso fick en tioplatsers och två femplatsers nedflyttningar för ha tagit ut tre nya kraftenhetskomponenter,[3] och fick dessutom ytterligare fem platsers nedflyttning för ett otillåtet växellådsbyte.[4]
- ^4  — Jenson Button fick en tioplatsers och tre femplatsers nedflyttningar för ha tagit ut fyra nya kraftenhetskomponenter.[5]

## Loppet
| Pos. | Nr | Förare            | Konstruktör          | Varv | Tid            | Grid | P  |
| ---- | -- | ----------------- | -------------------- | ---- | -------------- | ---- | -- |
| 1    | 6  | Nico Rosberg      | Mercedes             | 71   | 1:30:16,930    | 2    | 25 |
| 2    | 44 | Lewis Hamilton    | Mercedes             | 71   | +8,800         | 1    | 18 |
| 3    | 19 | Felipe Massa      | Williams-Mercedes    | 71   | +17,573        | 4    | 15 |
| 4    | 5  | Sebastian Vettel  | Ferrari              | 71   | +18,181        | 3    | 12 |
| 5    | 77 | Valtteri Bottas   | Williams-Mercedes    | 71   | +53,604        | 6    | 10 |
| 6    | 27 | Nico Hülkenberg   | Force India-Mercedes | 71   | +1:04,075      | 5    | 8  |
| 7    | 13 | Pastor Maldonado  | Lotus-Mercedes       | 71   | +1 varv        | 10   | 6  |
| 8    | 33 | Max Verstappen    | Toro Rosso-Renault   | 71   | +1 varv        | 7    | 4  |
| 9    | 11 | Sergio Pérez      | Force India-Mercedes | 71   | +1 varv        | 13   | 2  |
| 10   | 3  | Daniel Ricciardo  | Red Bull-Renault     | 71   | +1 varv        | 18   | 1  |
| 11   | 12 | Felipe Nasr       | Sauber-Ferrari       | 71   | +1 varv        | 8    |    |
| 12   | 26 | Daniil Kvyat      | Red Bull-Renault     | 71   | +1 varv        | 15   |    |
| 13   | 9  | Marcus Ericsson   | Sauber-Ferrari       | 71   | +2 varv        | 11   |    |
| 14   | 98 | Roberto Merhi     | Marussia-Ferrari     | 71   | +3 varv        | 16   |    |
| Ret  | 8  | Romain Grosjean   | Lotus-Mercedes       | 34   | Växellåda      | 9    |    |
| Ret  | 55 | Carlos Sainz, Jr. | Toro Rosso-Renault   | 34   | Effektbortgång | 12   |    |
| Ret  | 22 | Jenson Button     | McLaren-Honda        | 7    | Teknik         | 20   |    |
| Ret  | 28 | Will Stevens      | Marussia-Ferrari     | 0    | Oljeläckage    | 17   |    |
| Ret  | 7  | Kimi Räikkönen    | Ferrari              | 0    | Krasch         | 14   |    |
| Ret  | 14 | Fernando Alonso   | McLaren-Honda        | 0    | Krasch         | 19   |    |

| Förare och stall som tog poäng ▬▬ |

## Ställning efter loppet
|   | Pos. | Förare           | Poäng |
| - | ---- | ---------------- | ----- |
| ▬ | 1    | Lewis Hamilton   | 169   |
| ▬ | 2    | Nico Rosberg     | 159   |
| ▬ | 3    | Sebastian Vettel | 120   |
| ▬ | 4    | Kimi Räikkönen   | 72    |
| ▬ | 5    | Valtteri Bottas  | 67    |

|     | Pos. | Konstruktör          | Poäng |
| --- | ---- | -------------------- | ----- |
| ▬   | 1    | Mercedes             | 328   |
| ▬   | 2    | Ferrari              | 192   |
| ▬   | 3    | Williams-Mercedes    | 129   |
| ▬   | 4    | Red Bull-Renault     | 55    |
| ▲ 1 | 5    | Force India-Mercedes | 31    |

- Notering: Endast de fem bästa placeringarna i vardera mästerskap finns med på listorna.